# Football League Cup 1993-1994
La Football League Cup 1993-1994, conosciuta anche con il nome di Coca Cola Cup per motivi di sponsorizzazione, è stata la 34ª edizione del terzo torneo calcistico più importante del calcio inglese, la 28ª in finale unica. La manifestazione, ebbe inizio il 16 agosto 1993 e si concluse il 27 marzo 1994 con la finale di Wembley.
Il trofeo fu vinto dall'Aston Villa, tornata al successo dopo 17 anni, grazie alla vittoria per 3-1 sul Manchester United.
L'edizione odierna si caratterizza per una novità regolamentare che riguarda i replay, così come già avviene dalla stagione 1991-92 in F.A. Cup, in caso di parità dopo i tempi supplementari, non si rigioca un ulteriore match a campi invertiti, ma si passa direttamente ai calci di rigore.
E inoltre, con l'aumento dei posti a disposizione per le squadre inglesi nelle coppe europee, la vincitrice, torna a qualificarsi per la Coppa U.E.F.A. della stagione successiva.

## Formula
La Football League Cup era riservata alle 22 squadre della Premier League e alle 70 della Football League. Il torneo era composto da scontri a eliminazione diretta, che prevedevano nei primi due turni e in semifinale due match: regola dei gol in trasferta in caso di parità, ma solo dopo i tempi supplementari e a seguire eventuali calci di rigore. Mentre negli altri turni e in finale si giocava una singola gara: se l'esito risultava un pareggio si procedeva a una ripetizione a campi invertiti (in finale invece si rigiocava sempre in campo neutro). Nell'eventualità di un pari anche nel replay si disputavano i tempi supplementari e se necessario si procedeva all'esecuzione dei tiri dal dischetto.
|                              | Squadre che entrano in questo turno                                                                    | Squadre qualificate dal turno precedente    |
| ---------------------------- | --- | ------------------------------------------- |
| Primo turno (56 squadre)     | - 22 squadre dalla Third Division - 24 squadre dalla Second Division - 10 squadre dalla First Division |                                             |
| Secondo turno (64 squadre)   | - 22 squadre dalla Premier League - 14 squadre dalla First Division                                    | - 28 squadre vincitrici del primo turno     |
| Terzo turno (32 squadre)     | | - 32 squadre vincitrici del secondo turno   |
| Quarto turno (16 squadre)    | | - 16 squadre vincitrici del terzo turno     |
| Quarti di finale (8 squadre) | | - 8 squadre vincitrici del quarto turno     |
| Semifinali (4 squadre)       | | - 4 squadre vincitrici dei quarti di finale |
| Finale (2 squadre)           | | - 2 squadre vincitrici delle semifinali     |

## Primo turno
| Squadra 1         | Totale          | Squadra 2        | Andata         | Ritorno          |
| ----------------- | --------------- | ---------------- | -------------- | ---------------- |
|                   |                 |                  | 16 agosto 1993 | 24 agosto 1993   |
| Doncaster         | 3 - 4           | Blackpool        | 0 - 1          | 3 - 3            |
|                   |                 |                  | 17 agosto 1993 | 24 agosto 1993   |
| Birmingham City   | 3 - 2           | Plymouth         | 3 - 0          | 0 - 2            |
| Bolton            | 2 - 2 (3-0 dcr) | Bury             | 0 - 2          | 2 - 0 (d.t.s.)   |
| Bournemouth       | 4 - 2           | Cardiff City     | 3 - 1          | 1 - 1            |
| Brentford         | 3 - 5           | Watford          | 2 - 2          | 1 - 3            |
| Cambridge Utd     | 2 - 0           | Luton Town       | 1 - 0          | 1 - 0            |
| Chesterfield      | 4 - 2           | Carlisle Utd     | 3 - 1          | 1 - 1            |
| Crewe Alexandra   | 3 - 4           | Wrexham          | 0 - 1          | 3 - 3            |
| Fulham            | 4 - 2           | Colchester Utd   | 2 - 1          | 2 - 1            |
| Hereford Utd      | 2 - 2 (4-3 dcr) | Torquay Utd      | 0 - 2          | 2 - 0 (d.t.s.)   |
| Huddersfield Town | 3 - 0           | Scarborough      | 0 - 0          | 3 - 0            |
| Leyton Orient     | 0 - 3           | Wycombe          | 0 - 2          | 0 - 1            |
| Notts County      | 3 - 3 (gfc)     | Hull City        | 2 - 0          | 1 - 3 (d.t.s.)   |
| Port Vale         | 2 - 2 (gfc)     | Lincoln City     | 2 - 2          | 0 - 0 (d.t.s.)   |
| Rochdale          | 2 - 0           | York City        | 2 - 0          | 0 - 0            |
| Shrewsbury Town   | 2 - 1           | Scunthorpe Utd   | 1 - 0          | 1 - 1            |
| Stockport County  | 2 - 3           | Hartlepool Utd   | 1 - 1          | 1 - 2            |
| Sunderland        | 3 - 1           | Chester City     | 3 - 1          | 0 - 0            |
| Swansea City      | 2 - 1           | Bristol City     | 0 - 1          | 2 - 0            |
| Wigan             | 2 - 5           | Rotherham Utd    | 0 - 1          | 2 - 4            |
|                   |                 |                  | 17 agosto 1993 | 25 agosto 1993   |
| Darlington        | 1 - 11          | Bradford City    | 1 - 5          | 0 - 6            |
| Gillingham        | 1 - 2           | Brighton         | 1 - 0          | 0 - 2            |
| Preston N.E.      | 2 - 6           | Burnley          | 1 - 2          | 1 - 4            |
| Walsall           | 1 - 2           | Exeter City      | 0 - 0          | 1 - 2            |
|                   |                 |                  | 18 agosto 1993 | 24 agosto 1993   |
| Southend Utd      | 1 - 3           | Barnet           | 0 - 2          | 1 - 1            |
| Stoke City        | 5 - 3           | Mansfield Town   | 2 - 2          | 3 - 1            |
|                   |                 |                  | 18 agosto 1993 | 25 agosto 1993   |
| Bristol Rovers    | 1 - 4           | West Bromwich    | 1 - 4          | 0 - 0            |
|                   |                 |                  | 18 agosto 1993 | 7 settembre 1993 |
| Reading           | 5 - 0           | Northampton Town | 3 - 0          | 2 - 0            |

## Secondo turno
| Squadra 1         | Totale | Squadra 2         | Andata            | Ritorno        |
| ----------------- | ------ | ----------------- | ----------------- | -------------- |
|                   |        |                   | 21 settembre 1993 | 5 ottobre 1993 |
| Barnsley          | 2 - 4  | Peterborough Utd  | 1 - 1             | 1 - 3 (d.t.s.) |
| Blackburn         | 1 - 0  | Bournemouth       | 1 - 0             | 0 - 0          |
| Blackpool         | 3 - 2  | Sheffield Utd     | 3 - 0             | 0 - 2          |
| Crystal Palace    | 4 - 1  | Charlton          | 3 - 1             | 1 - 0          |
| Fulham            | 1 - 8  | Liverpool         | 1 - 3             | 0 - 5          |
| Grimsby Town      | 5 - 0  | Hartlepool Utd    | 3 - 0             | 2 - 0          |
| Huddersfield Town | 1 - 6  | Arsenal           | 0 - 5             | 1 - 1          |
| Ipswich Town      | 4 - 1  | Cambridge Utd     | 2 - 1             | 2 - 0          |
| Rotherham Utd     | 0 - 5  | Portsmouth        | 0 - 0             | 0 - 5          |
| Tranmere          | 6 - 2  | Oxford Utd        | 5 - 1             | 1 - 1          |
|                   |        |                   | 21 settembre 1993 | 6 ottobre 1993 |
| Barnet            | 1 - 6  | QPR               | 1 - 2             | 0 - 4          |
| Birmingham City   | 0 - 2  | Aston Villa       | 0 - 1             | 0 - 1          |
| Bolton            | 1 - 2  | Sheffield Weds    | 1 - 1             | 0 - 1          |
| Lincoln City      | 5 - 8  | Everton           | 3 - 4             | 2 - 4          |
| Middlesbrough     | 8 - 1  | Brighton          | 5 - 0             | 3 - 1          |
| Rochdale          | 2 - 8  | Leicester City    | 1 - 6             | 1 - 2          |
| Sunderland        | 4 - 2  | Leeds Utd         | 2 - 1             | 2 - 1          |
| Swansea City      | 2 - 3  | Oldham Athletic   | 2 - 1             | 0 - 2          |
| Watford           | 3 - 4  | Millwall          | 0 - 0             | 3 - 4 (d.t.s.) |
| Wrexham           | 4 - 6  | Nottingham Forest | 3 - 3             | 1 - 3          |
|                   |        |                   | 22 settembre 1993 | 5 ottobre 1993 |
| Coventry City     | 5 - 4  | Wycombe           | 3 - 0             | 2 - 4 (d.t.s.) |
| Hereford Utd      | 1 - 5  | Wimbledon FC      | 0 - 1             | 1 - 4          |
| Newcastle Utd     | 11 - 2 | Notts County      | 4 - 1             | 7 - 1          |
| Swindon Town      | 3 - 2  | Wolverhampton     | 2 - 0             | 1 - 2          |
| West Ham Utd      | 7 - 1  | Chesterfield      | 5 - 1             | 2 - 0          |
|                   |        |                   | 22 settembre 1993 | 6 ottobre 1993 |
| Bradford City     | 2 - 4  | Norwich City      | 2 - 1             | 0 - 3          |
| Burnley           | 1 - 3  | Tottenham         | 0 - 0             | 1 - 3          |
| Exeter City       | 1 - 5  | Derby County      | 1 - 3             | 0 - 2          |
| Manchester City   | 3 - 2  | Reading           | 1 - 1             | 2 - 1          |
| Southampton       | 1 - 2  | Shrewsbury Town   | 1 - 0             | 0 - 2          |
| Stoke City        | 2 - 3  | Manchester Utd    | 2 - 1             | 0 - 2          |
| West Bromwich     | 2 - 3  | Chelsea           | 1 - 1             | 1 - 2          |

## Terzo turno
| Squadra 1         | Risultato | Squadra 2        |
| ----------------- | --------- | ---------------- |
| 26 ottobre 1993   |           |                  |
| Arsenal           | 1 - 1     | Norwich City     |
| Blackburn         | 0 - 0     | Shrewsbury Town  |
| Blackpool         | 2 - 2     | Peterborough Utd |
| Everton           | 2 - 2     | Crystal Palace   |
| Manchester City   | 1 - 0     | Chelsea          |
| Oldham Athletic   | 2 - 0     | Coventry City    |
| Portsmouth        | 2 - 0     | Swindon Town     |
| Sunderland        | 1 - 4     | Aston Villa      |
| Tranmere          | 4 - 1     | Grimsby Town     |
| 27 ottobre 1993   |           |                  |
| Derby County      | 0 - 1     | Tottenham        |
| Liverpool         | 3 - 2     | Ipswich Town     |
| Manchester Utd    | 5 - 1     | Leicester City   |
| Middlesbrough     | 1 - 1     | Sheffield Weds   |
| Nottingham Forest | 2 - 1     | West Ham Utd     |
| QPR               | 3 - 0     | Millwall         |
| Wimbledon FC      | 2 - 1     | Newcastle Utd    |

### Replay
| Squadra 1        | Risultato | Squadra 2     |
| ---------------- | --------- | ------------- |
| 9 novembre 1993  |           |               |
| Shrewsbury Town  | 3 - 4     | Blackburn     |
| Peterborough Utd | 2 - 1     | Blackpool     |
| 10 novembre 1993 |           |               |
| Crystal Palace   | 1 - 4     | Everton       |
| Norwich City     | 0 - 3     | Arsenal       |
| Sheffield Weds   | 2 - 1     | Middlesbrough |

## Quarto turno
| Squadra 1         | Risultato | Squadra 2       |
| ----------------- | --------- | --------------- |
| 30 novembre 1993  |           |                 |
| Arsenal           | 0 - 1     | Aston Villa     |
| Everton           | 0 - 2     | Manchester Utd  |
| Peterborough Utd  | 0 - 0     | Portsmouth      |
| Tranmere          | 3 - 0     | Oldham Athletic |
| 1 dicembre 1993   |           |                 |
| Liverpool         | 1 - 1     | Wimbledon FC    |
| Nottingham Forest | 0 - 0     | Manchester City |
| QPR               | 1 - 2     | Sheffield Weds  |
| Tottenham         | 1 - 0     | Blackburn       |

### Replay
| Squadra 1        | Risultato       | Squadra 2         |
| ---------------- | --------------- | ----------------- |
| 14 dicembre 1993 |                 |                   |
| Wimbledon FC     | 2 - 2 (4-3 dcr) | Liverpool         |
| 15 dicembre 1993 |                 |                   |
| Manchester City  | 1 - 2           | Nottingham Forest |
| Portsmouth       | 1 - 0           | Peterborough Utd  |

## Quarti di finale
| Squadra 1         | Risultato | Squadra 2      |
| ----------------- | --------- | -------------- |
| 11 gennaio 1994   |           |                |
| Wimbledon FC      | 0 - 1     | Sheffield Weds |
| 12 gennaio 1994   |           |                |
| Manchester Utd    | 2 - 2     | Portsmouth     |
| Tottenham         | 1 - 2     | Aston Villa    |
| 26 gennaio 1994   |           |                |
| Nottingham Forest | 1 - 1     | Tranmere       |

### Replay
| Squadra 1       | Risultato | Squadra 2         |
| --------------- | --------- | ----------------- |
| 26 gennaio 1994 |           |                   |
| Portsmouth      | 0 - 1     | Manchester Utd    |
| 29 gennaio 1994 |           |                   |
| Tranmere        | 2 - 0     | Nottingham Forest |

## Semifinali
| Squadra 1      | Totale          | Squadra 2      | Andata           | Ritorno          |
| -------------- | --------------- | -------------- | ---------------- | ---------------- |
|                |                 |                | 13 febbraio 1994 | 2 marzo 1994     |
| Manchester Utd | 5 - 1           | Sheffield Weds | 1 - 0            | 4 - 1            |
|                |                 |                | 16 febbraio 1994 | 27 febbraio 1994 |
| Tranmere       | 4 - 4 (4-5 dcr) | Aston Villa    | 3 - 1            | 1 - 3 (d.t.s.)   |

## Finale
| Arbitro: | Keith Cooper |

|                                       |           |            |
| Atkinson 25’ Saunders 75’, 90’ (rig.) | Marcatori | 82’ Hughes |

| Aston Villa | Manchester United |

| ASTON VILLA     |    |                      |
|                 |    |                      |
| P               | 13 | Mark Bosnich         |
| D               | 2  | Earl Barrett         |
| D               | 5  | Paul McGrath         |
| D               | 4  | Shaun Teale          |
| D               | 3  | Steve Staunton 79’   |
| C               | 10 | Dalian Atkinson      |
| C               | 6  | Kevin Richardson (C) |
| C               | 14 | Andy Townsend        |
| C               | 11 | Tony Daley           |
| A               | 25 | Graham Fenton        |
| A               | 9  | Dean Saunders        |
| A disposizione: |    |                      |
| P               | 1  | Nigel Spink          |
| D               | 17 | Neil Cox 79’         |
| C               | 7  | Ray Houghton         |
| Manager:        |    |                      |
| Ron Atkinson    |    |                      |

| MANCHESTER UNITED |    |                    |     |
|                   |    |                    |     |
| P                 | 13 | Les Sealey         |     |
| D                 | 2  | Paul Parker        |     |
| D                 | 4  | Steve Bruce (C)    | 83’ |
| D                 | 6  | Gary Pallister     |     |
| D                 | 3  | Denis Irwin        |     |
| C                 | 14 | Andrei Kanchelskis |     |
| C                 | 16 | Roy Keane          |     |
| C                 | 8  | Paul Ince          |     |
| C                 | 11 | Ryan Giggs         | 68’ |
| A                 | 10 | Mark Hughes        |     |
| A                 | 7  | Éric Cantona       |     |
| A disposizione:   |    |                    |     |
| P                 | 25 | Gary Walsh         |     |
| C                 | 5  | Lee Sharpe         | 68’ |
| A                 | 9  | Brian McClair      | 83’ |
| Manager:          |    |                    |     |
| Alex Ferguson     |    |                    |     |